# Bastione Stampace
Die Bastione Stampace ist eine Befestigung der Stadtmauer von Pisa, die als äußere Eckverstärkung der Südwestecke im Bereich der Porta a Mare ausgebildet ist.

## Geschichte

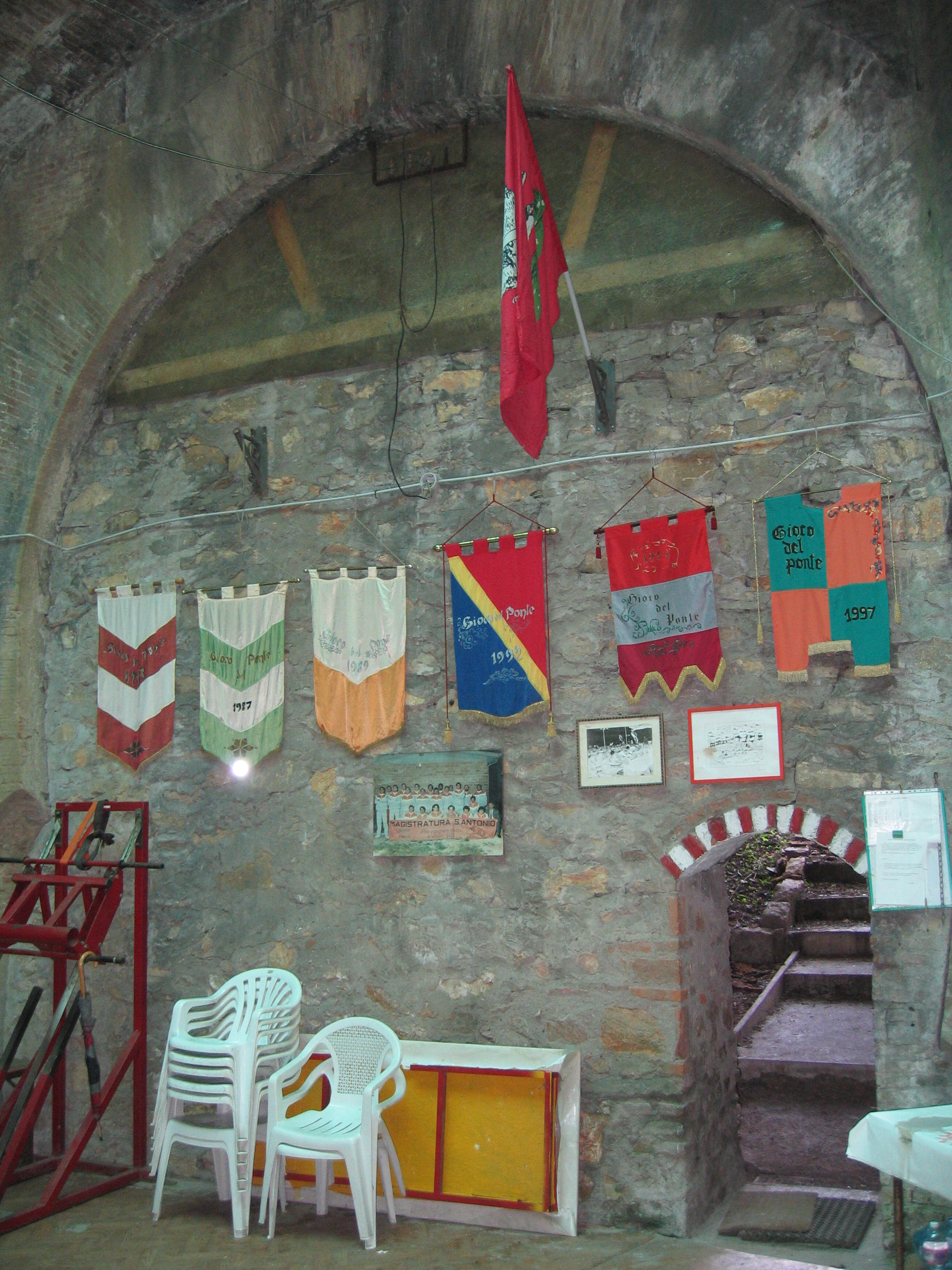
Das Innere der Stampace-Bastion, in dem Bereich, in dem sich die Plattform zum Wenden der Wagen befand

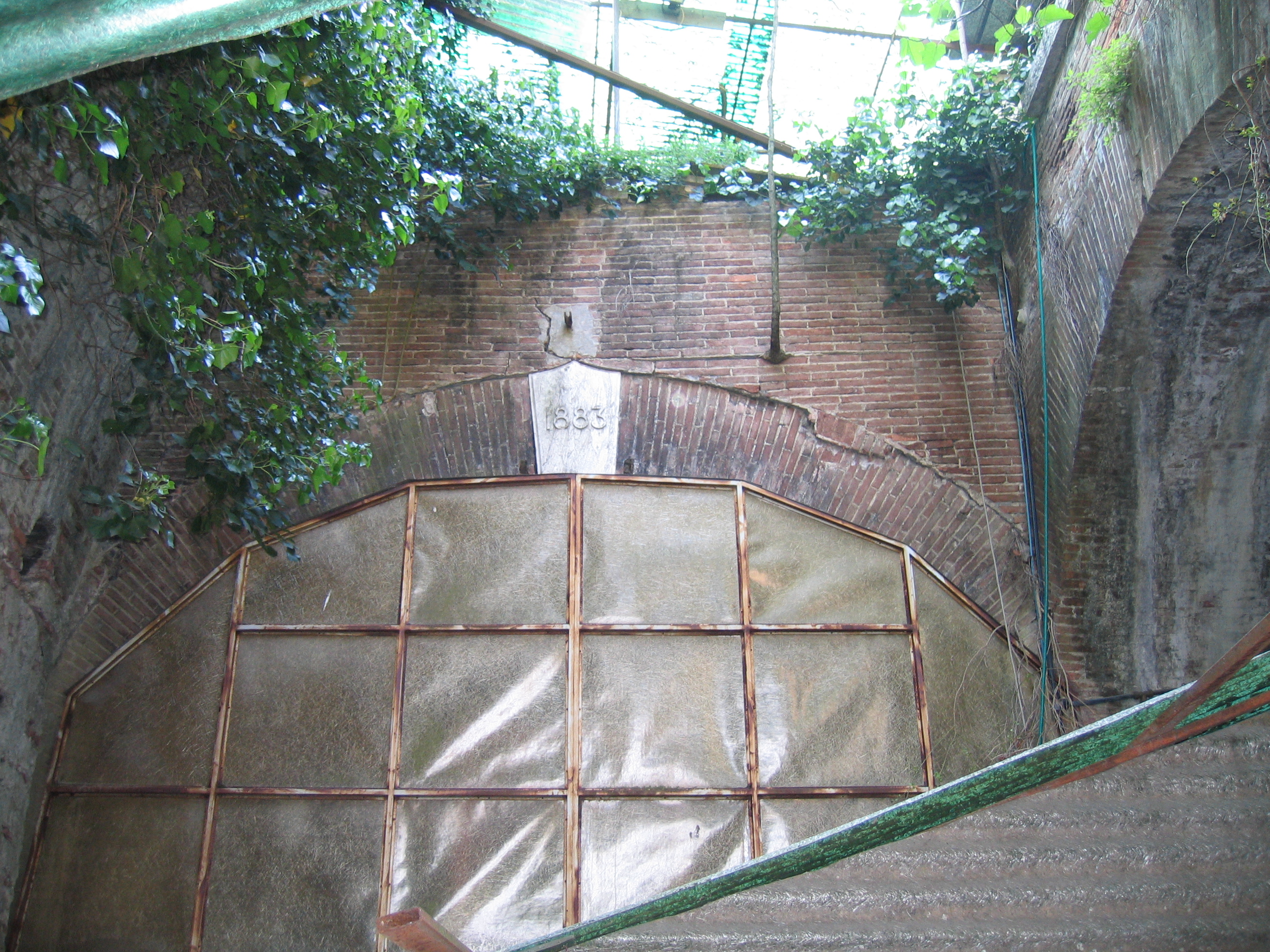
Straßenbahntunnel, der zum Scalo del Sale führt

Nach der Mitte des 13. Jahrhunderts, als der nördlich des Arno gelegene Stadtteil vollständig von der Stadtmauer umschlossen war, wurden die Befestigungsarbeiten in der südlich des Flusses gelegenen Siedlung, der so genannten Chinzica, fortgesetzt. Diese Befestigungsarbeiten, vor allem im Südosten, wurden durch die wachsenden Spannungen zwischen der pisanischen Regierung und der Republik Florenz vorangetrieben: Das Programm umfasste den Bau zahlreicher Türme, Bastionen und Mauern, die Öffnung neuer Tore und die Schließung anderer. Im „Breve Pisano Populi et Compagnorum“ von 1287 wird das Vorhandensein eines Turms an der Ecke von Stampace erwähnt und die Merkmale, die die Türme aufweisen sollten:

„In jedem Fall soll auf Kosten der Stadt Pisa ein Turm in der Nähe der Stadtmauern errichtet werden, der diese um mindestens zwei Decken überragt; er soll zuerst im Stadtteil Chinzica begonnen und vollendet werden, wobei die bereits errichteten Türme auf die gleiche Höhe gebracht werden müssen, so dass die genannten Türme zur Stadt hin offen sind.“

### Kastell aus dem 15. Jahrhundert
In den ersten Jahren der ersten florentinischen Herrschaft (ab 1406) wurden einige pisanische Mauern verstärkt, darunter der Turm von Stampace, um den eine rechteckige Festung errichtet wurde: Chroniken berichten, dass sie 1426 als Gefängnis genutzt wurde.
Aufgrund der starken Veränderungen, die die Bastion in den folgenden Jahrhunderten erfuhr, sind nicht alle notwendigen Dokumente vorhanden, um die Form dieses Bauwerks eindeutig zu bestimmen. Daher können nur Hypothesen aufgestellt werden, die sich auf eine visuelle Analyse der heutigen Bastion, auf einige ikonographische Elemente aus jener Zeit und auf einen Vergleich mit der Bastione San Giorgio in Tersanaia stützen, die in Bezug auf Bauzeit und Kontext ähnlich ist.
Die Festung Stampace ist auf dem unvollendeten Stadtplan von Pisa von Giuliano da Sangallo dargestellt, auf dem eine rechteckige Struktur um den Turm aus dem 13. Jahrhundert zu erkennen ist. Er liegt außerhalb der Umwehrung, lehnt sich an die Westmauer an und ragt leicht über die Südmauer hinaus. Tatsächlich zeichnete Sangallo die beiden Mauerabschnitte fast senkrecht, während der Südwestwinkel in Wirklichkeit etwa 106 Grad beträgt, was bedeutet, dass eine der beiden Ausrichtungen des Kastells tatsächlich falsch ist.
Das Fresko „Die Einnahme von Stampace“ von Giorgio Vasari vermittelt eine Vorstellung von der Form des Mauerabschnitts der Porta a Mare, des Turms und der Stadtmauer von Stampace.  Der pisanische Turm aus dem 13. Jahrhundert ist von einer großen zinnenbewehrten Ringmauer umgeben, die etwas höher als die Mauern selbst ist und deren Basis, die vom Rest des Bauwerks durch einen Sims getrennt ist, die Form einer steilen Mauer hat.

### Bastion des 16. Jahrhunderts

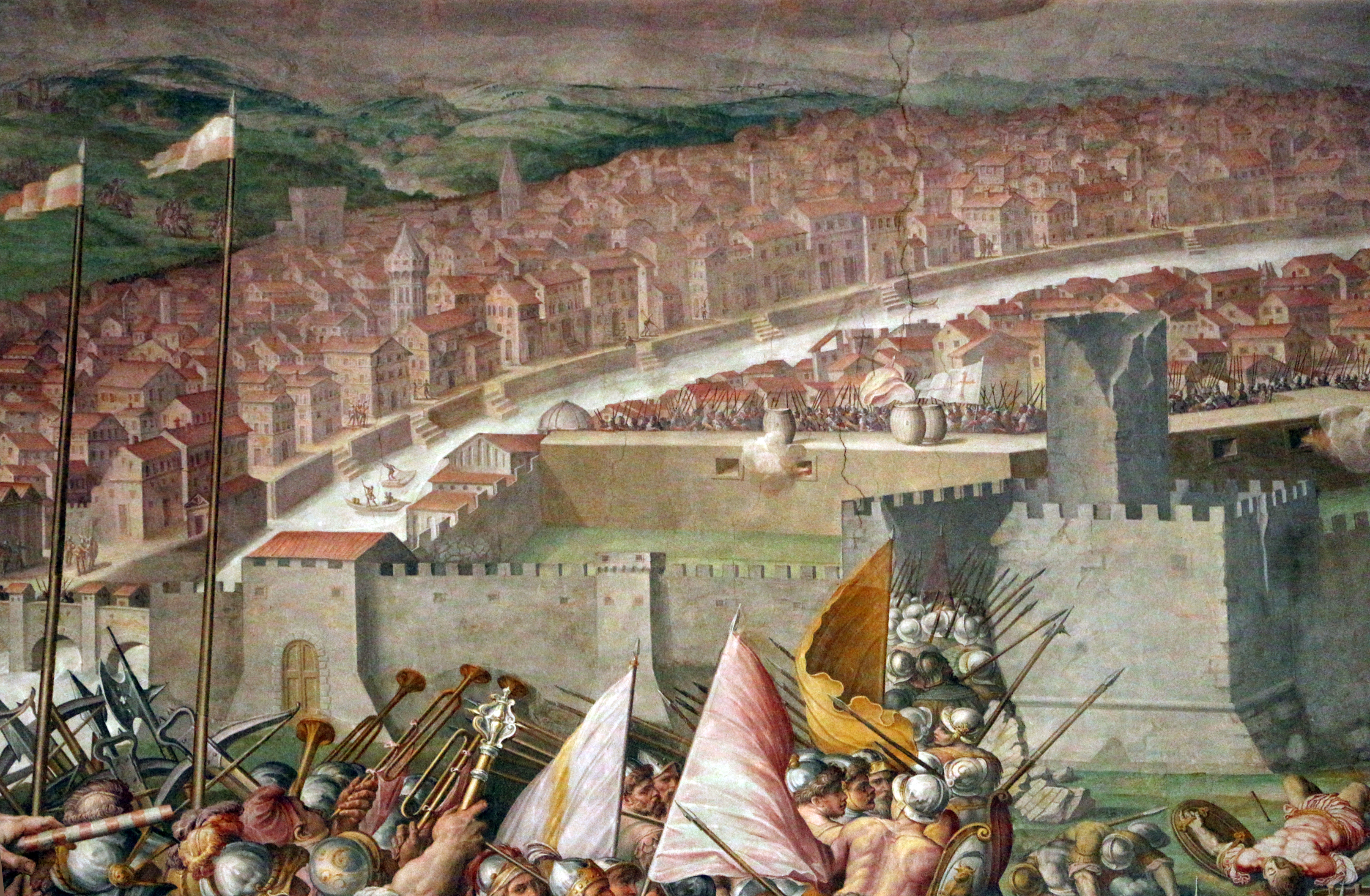
Teil des Freskos La presa di Stampace von Giorgio Vasari.

Nach einem Jahrzehnt der Wiedererlangung der pisanischen Freiheit zu Beginn des 16. Jahrhunderts übernahm Florenz 1509 wieder die Herrschaft über Pisa, nach langen Kämpfen, die in Stampace schwere Verwüstungen anrichteten: der Turm wurde zerstört und zwei Breschen wurden geschlagen: eine in die Festung und die andere in die südlichen Mauern, die heute noch sichtbar sind. Es waren also umfangreiche Verstärkungsarbeiten notwendig, aber über diese Eingriffe des 16. Jahrhunderts, die wiederum von den Florentinern durchgeführt wurden, ist wenig bekannt.
Die Bastion aus dem 16. Jahrhundert nutzte zweifellos die Strukturen, die bereits für die Festung aus dem 15. Jahrhundert vorhanden waren, und die Eingriffe beschränkten sich auf die Verlängerung der Westfront und den Bau einer neuen Südflanke, die in Länge und Abstand zu den Mauern im Westen ähnlich war, um die neue Bastion in einem fünfeckigen Grundriss zu gestalten.
Die Ausmaße der „unteren Plätze“, d. h. der Räume im Inneren der Bastion an den Schießscharten, lassen sich nicht mehr mit Sicherheit bestimmen, da sie bei den Arbeiten im 19. Jahrhundert vollständig zerstört wurden. Die Überreste von Gewölbestrukturen mit Ziegelelementen auf beiden Seiten lassen jedoch vermuten, dass es sich um tonnengewölbte und nicht um offene Räume handelte, in denen Artillerie und Munition untergebracht werden konnten.

### Bastion des 17. Jahrhunderts
Aus Furcht vor einem französischen Angriff während des Dreißigjährigen Krieges ließ der Großherzog im 17. Jahrhundert die Stadtmauer weiter verstärken: Dazu wurden im Inneren Erdwälle aufgeschüttet. Auch die Bastion Stampace wurde vollständig aufgeschüttet, wie Karten aus dieser Zeit zeigen.

### Entmilitarisierung und starke Veränderungen
Ende des 19. Jahrhunderts wurde die Bastion stark umgebaut, auch im Hinblick auf den Bau der Straßenbahnlinien Pisa-Pontedera/Calci und Pisa-Marina di Pisa, was den Bau von zwei bedeutenden Bauwerken erforderlich machte:
- Um den Güterwagen den Zugang zu den historischen „Salzdocks“ am Kai zu ermöglichen, die sich direkt außerhalb der Mauern an der Einbuchtung des Navicelli-Kanals befanden, wurde ein Tunnel gebaut, der in das Innere der Bastion führte; hier wurde in einem speziellen Abschnitt eine Plattform zum Wenden der Wagen eingerichtet, die so parallel zum Kanal fahren und durch einen zweiten kurzen Tunnel das dreigleisige Gleisbündel neben dem Kanal erreichen konnten.
- Das Stadtbild von Porta a Mare wurde auch durch die imposante zehnbogige Metallbrücke der Straßenbahn geprägt, die von der Stampace-Bastion aus den Navicelli-Kanal und die Eisenbahnlinie Genua-Pisa überquerte, um die Via Livornese zu erreichen.

Die Straßenbahn nach Marina di Pisa wurde 1932 infolge der Eröffnung der elektrischen Eisenbahn Pisa-Tirrenia-Livorno eingestellt, die ihrerseits 1960 stillgelegt wurde, was weitere Änderungen am Bauwerk der Bastion erforderlich machte: Nachdem sowohl der Straßenbahntunnel als auch die Rampe, welche die Auffahrt auf die Bastion ermöglichte, aufgegeben worden waren, wurde ein Tor für die Eisenbahn gebaut, das zu einer Brücke führte, die den Kanal auf Straßenniveau überquerte.
Heute ist die Bastion Stampace, obwohl sie die Sporthalle der Teams von Sant’Antonio del Gioco del Ponte beherbergt, weitgehend verwahrlost. Dank einer Vereinbarung zwischen der Fondazione cassa di risparmio di Pisa und der Gemeinde erfolgte eine Sanierung des Areals und eine Wiederherstellung des Weges von der Porta a Mare nach Sant’Antonio.